# Olaf Leitner
Olaf Leitner (* 28. November 1942 in Berlin) ist ein deutscher Musikjournalist und Sachbuchautor.

## Leben
Leitner studierte Germanistik, Theaterwissenschaften und Publizistik. 1965 war er Mitglied der West-Berliner Band Team Beats Berlin, die als Vorgruppe der Rolling Stones bei einem Konzert in der West-Berliner Waldbühne auftrat, das mit der Zerstörung der Waldbühne endete. Ab 1968 war Leitner beim Rundfunksender RIAS in West-Berlin tätig, anfangs als freier Mitarbeiter. 1974 wurde er Musikredakteur und -moderator und gehörte ab 1975 mit Walter Bachauer und Barry Graves zum Team der Sendung Rock over RIAS. Die Sendungen richteten sich vor allem an ein jugendliches Publikum in der DDR. 1976 nahm er den Musiker Klaus (Jentzsch) Renft, der aus der DDR ausgewiesen worden war, bei sich auf und erhielt so Einblicke in die Rockmusikszene der DDR. Dank Leitners Unterstützung erhielt Jentzsch eine Anstellung als RIAS-Musikredakteur. Leitner spielte in seinen Sendungen auch DDR-Titel und war beim ersten Auftritt der DDR-Band City in West-Berlin federführend. 1983 erschien sein Werk Rockszene DDR – Aspekte einer Massenkultur im Sozialismus.
1986 wurde RIAS 2 zur Popwelle umgewandelt; Leitner war fortan Redakteur für Kulturpolitik. 1992 wechselte er als Ressortleiter Kultur zu Radio Brandenburg. 1994 machte er sich als freier Schriftsteller und Journalist selbstständig. So war Leitner einer der Verfasser der 2006 erstmals und bis heute in vielen Ländern ausgestrahlten KI.KA-Fernsehreihe Little Amadeus (Stand 2012). Er schrieb für das Berliner Magazin Tip Kolumnen und Musikkritiken. Beim Hamburger Internetradiosender ByteFM moderiert er seit November 2008 anfangs alle zwei Wochen, ab August 2010 alle vier Wochen die Sendung West-Östlicher Diwan, bei der Musik aus dem Westen und dem „alten“ und „neuen“ Osten Deutschlands kombiniert wird.

## Werke
- 1983: Rockszene DDR – Aspekte einer Massenkultur im Sozialismus. Rowohlt, Reinbek, ISBN 3-499-17697-1
- 1999: Dschungelbuch der Liebe. Ullstein, Berlin, ISBN 3-550-08285-1
- 2002: West-Berlin! Westberlin! Berlin/West! Die Kultur – die Szene – die Politik. Schwarzkopf & Schwarzkopf, Berlin, ISBN 3-89602-379-9

## Filme
- 1977: Saitenwechsel, 85 Min, Regie/Drehbuch Olaf Leitner, mit Klaus Renft[5]